# Seisenegg (Herrschaft)
Die Herrschaft Seisenegg war eine Grundherrschaft im Viertel ober dem Wienerwald im Erzherzogtum Österreich unter der Enns, dem heutigen Niederösterreich.

## Ausdehnung
Die Herrschaft mit den Gülten Winklmühl, Neustadtl und Eisenreichdornach umfasste zuletzt die Ortsobrigkeit über Allersdorf, Atzelsdorf, Au in der Pfarre St. Georgen, Au in der Pfarre Neustadtl, Balldorf, Berg, Berging, Berhart, Bolzmühl, Buchkogl, Dachgrub, Dingfurth, Dornach, Eggersdorf, Eisenreichdornach, Ennsfeld, Führamühl, Galtbrunn, St. Georgen am Ybbsfelde, Greimpersdorf, Grueb in der Pfarre Neustadtl, Grueb in der Pfarre Viehdorf, Guguleithen sammt Reithbauern, zu Edla, Gumpenberg, Haaberg, die zerstreuten Häuser der Rotte Hainstetten, Hart, Haubenberg, Hochholz, Hörmersdorf, Kienberg, Kopplern, Kremslehen, Kroißenreith, Matzendorf, Nabegg, Neustadtl, Obernhof, Perasdorf, Pilßen, Preinsbach, Reikersdorf, Rühring, Schaltberg, Schieming, Schildorf, Seisenegg, Sippenberg, Steinöd, Sündhof, Thalling, Triesenegg, Viehdorf, Voglpolz, Weg, Wieden, Windpassing, Hößgang, Wiesen, Judenhof, Kleinwolfstein, Krahof, Lengrub, Peham, die zerstreuten Häuser ober Langgries, in der Rotte Sand, Langenöd, Koröd, Lindmühl, Schlaghof, Willersbach, Winthan, Oberschlag und Vorderleithen. Der Sitz der Verwaltung befand sich im Schloss Seisenegg.

## Geschichte
Der letzte Inhaber der Familienfideikommissherrschaft war Philipp Frei- und Panierherr von Riesenfels (1793–1871), bis diese infolge der Reformen 1848/1849 aufgelöst wurde.